# Lijst van Mexicaanse politieke partijen
Dit is een lijst van Mexicaanse politieke partijen. 

## Huidige partijen

### Nationaal
- Nationale Actiepartij (Partido Acción Nacional, PAN), christelijk-conservatieve partij van voormalig president Felipe Calderón. Opgericht in 1939.
- Institutioneel Revolutionaire Partij (Partido Revolucionario Institucional, PRI), regeerde tussen 1929 en 2000 onafgebroken. Opgericht in 1929, huidige naam sinds 1946.
- Partij van de Arbeid (Partido del Trabajo, PT), links.
- Groene Ecologische Partij van Mexico (Partido Verde Ecologista de México, PVEM), groen.
- Partij van de Burgerbeweging (Partido Movimiento Ciudadano, PMC), sociaaldemocratisch.
- Morena (Movimiento de Regeneración Nacional), partij rond Andrés Manuel López Obrador

### Regionaal
- Nieuwe Alliantie (Nueva Alianza, PANAL), liberaal.
- Democratische Eenheid van Coahuila (Unidad Democrática de Coahuila, UDC) - Coahuila
- Durangese Partij (Partido Duranguense, PD) - Durango
- Partij Alliantie voor Yucatán (Partido Alianza por Yucatán, PAY) - Yucatán
- Partij van de Revolutie van het Zuiden (Partido de la Revolución del Sur, PRS) - Guerrero
- Partij van de Socialistische Revolutie (Partido de la Revolución Socialista, PRS) - Nayarit
- Partij van de Solidaire Samenkomst (Partido Encuentro Solidario, PES), conservatief-christelijk. - Morelos
- Partij van het Democratische Centrum van Tlaxcala (Partido de Centro Democrático de Tlaxcala,  PCDT) - Tlaxcala
- Partij Verenigd voor Mexico (Partido Unidos por México, PUM) - Mexico
- Republikeinse Partij (Partido Republicano, PR) - Nuevo León
- Staatspartij van Neder-Californië (Partido Estatal de Baja California, PEBS) - Neder-Californië
- Veracruzaanse Revolutionaire Partij (Partido Revolucionario Veracruzano, PRV) - Veracruz
- Vereniging voor de Colimese Democratie (Asociación por la Democrática Colimense, ADC) - Colima
- Volksgewetenspartij (Partido Conciencia Popular, PCP) - San Luis Potosí
- Volkseenheidpartij (Partido Unidad Popular, PUP) - Oaxaca

## Voormalige partijen
- Arbeiderspartij (Partido Laborista, PL), politieke tak van de Regionale Confederatie van Mexicaanse Arbeiders (CROM) in de jaren '20 en 30.
- Arbeiderspartij van Acapulco (Partido Obrero de Acapulco, POA), opgericht door Juan R. Escudero in 1919.
- Authentieke Partij van de Mexicaanse Revolutie (Partido Auténtico de la Revolución Mexicana, PARM), opgericht door militairen uit onvrede met het beleid van de PRI, in werkelijkheid satelliet van de PRI, verloor erkenning in 2000.
- Cardenistische Partij (Partido Cardenista, PC), zie Partij van het Cardenistisch Front van Nationale Wederopbouw.
- Evolutionistische Partij (Partido Evolucionista, PE), Porfiristische partij ten tijde van de revolutie.
- Federatie van Partijen van het Mexicaanse Volk (Federación de Partidos del Pueblo Mexicano, FPPM), partij van linkse intellectuelen en militairen. Verboden in 1954.
- Kiesfront van het Volk, electorale tak van de PCM, nooit erkend.
- Liberaal Constitutionalistische Partij (Partido Liberal Constitutionalista, PLC), liberale factie tijdens de Mexicaanse Revolutie.
- Mexicaanse Arbeiderspartij (Partido Mexicano de los Trabajadores, PMT, partij van linkse intellectuelen. In 1987 opgegaan in de PMS.
- Mexicaanse Communistische Partij (Partido Comunista Mexicano, PCM), opgericht in 1911, verboden van 1930 tot 1935. Officiële erkenning in 1960. Opgegaan in de PSUM in 1981.
- Mexicaanse Democratische Partij (Partido Demócrata Mexicano, PDM), ultraconservatieve partij, opgericht in 1975, gelieerd aan de Nationaal Synarchistische Unie (UNS). Verloor erkenning in 1997.
- Mexicaanse Liberale Partij (Partido Liberal Mexicano, PLM), anarchistische partij, in 1906 opgericht door Ricardo Flores Magón.
- Mexicaanse Liberale Partij (Partido Liberal Mexicano, PLM), liberale partij. Bestond van 2002 tot 2003.
- Mexicaanse Socialistische Partij (Partido Mexicano Socialista, PMS), fusie van PSUM en PMT in 1987. In 1989 opgegaan in de PRD.
- Mexico Mogelijk (México Posible, MP), links-liberale partij van Patricia Mercado, bestond van 2002 tot 2003.
- Nationale Agraristische Partij (Partido Nacional Agrarista, PNA), boerenpartij in de nadagen van de revolutie.
- Nationale Antiherverkiezingspartij (Partido Nacional Antireelectionista, PNA), partij van Francisco I. Madero tegen de dictatuur van Porfirio Díaz in het begin van de 20e eeuw.
- Nationale Coöperativistische Partij (Partido Nacional Cooperativista, PNC, partij tijdens de Mexicaanse Revolutie. Bestond van 1917 tot 1924.
- Nationale Katholieke Partij (Partido Católico Nacional, PCN), Christendemocratische partij tijdens de Mexicaanse Revolutie. Verboden in 1917.
- Nationale Revolutionaire Partij (Partido Nacional Revolucionario, PNR), zie Institutioneel Revolutionaire Partij.
- Nationalistische Partij van Mexico (Partido Nacionalista de México, PNM), extreemrechts, politieke tak van de Nationaal Synarchistische Unie (UNS), bestond van 1955 tot 1964.
- Partij van de Democratische Revolutie (Partido de la Revolución Democrática, PRD), linkse partij, opgericht in de nasleep van de verkiezingen van 1988 die de linkse kandidaat Cuauhtémoc Cárdenas na fraude verloor. Opgeheven na de verkiezingen van 2024.
- Partij van de Mexicaanse Revolutie (Partido de la Revolución Mexicana, PRM), zie Institutioneel Revolutionaire Partij.
- Partij van de Nationalistische Samenleving (Partido de la Sociedad Nacionalista, PSN), linksnationalistisch, verloor erkenning in 2003.
- Partij van het Cardenistisch Front van Nationale Wederopbouw (Partido del Frente Cardenista de Reconstrucción Nacional, PFCRN), enigszins sektarische partij die meende het gedachtegoed van Lázaro Cárdenas te vertegenwoordigen. Verloor erkenning in 1997.
- Partij van het Democratische Centrum (Partido de Centro Democrático, PCD), liberaal, verloor ook erkenning in 2000.
- Radicaal Socialistische Partij van Tabasco (Partido Socialista Radical Tabasqueño, PSRT), opgericht door Tomás Garrido Canabal in 1932.
- Revolutionaire Arbeiderspartij (Partido Revolucionario de los Trabajadores, PRT), Trotskistisch. Bestond van 1976 tot 1991.
- Revolutionaire Partij van de Nationale Eenwording (Partido Revolucionario de la Unificación Nacional, PRUN), rechtse partij opgericht door Juan Andreu Almazán in 1939 en gericht tegen de PRM. Viel uiteen na 1940.
- Sociaaldemocratie (Democracia Social, DS), partij van Gilberto Rincón Gallardo, bestond van 1990 tot 2000.
- Sociaaldemocratische Partij (Partido Social Demócrata, PSD), efemere partij van Manuel Moreno Sánchez, bestond van 1981 tot 1982.
- Sociaaldemocratische Partij (Partij Socialdemócrata, PSD), links-liberaal, bestond van 2005 tot 2009.
- Sociale Alliantiepartij (Partido Alianza Social, PAS), gematigder voortzetting van de PDM. Bestond van 1999 tot 2002.
- Socialistische Arbeiderspartij (Partido Socialista de los Trabajadores, PST), zie Partij van het Cardenistisch Front van Nationale Wederopbouw.
- Socialistische Partij van het Zuidoosten (Partido Socialista del Sureste, PSS), partij in Yucatán geleid door Felipe Carrillo Puerto in de nadagen van de revolutie.
- Socialistische Volkspartij (Partido Popular Socialista, PPS), Marxistische partij, opgericht door Vicente Lombardo Toledano. In de praktijk satelliet van de PRI. Bestond van 1948 tot 1997.
- Verenigde Socialistische Partij van Mexico (Partido Socialista Unificado de México, PSUM), ontstaan uit een fusie van linkse partijen in 1981. In 1988 met de PMT opgegaan in de PMS.
- Volkskrachtpartij (Partido Fuerza Popular, PFP), extreemrechts, politieke tak van de Nationaal Synarchistische Unie (UNS), verboden in 1948.
- Volkspartij (Partido Popular, PP), zie Socialistische Volkspartij.
- Vooruitstrevende Constitutionalistische Partij (Partido Constitucionalista Progresista, PCP), liberale partij ten tijde van de revolutie.
- Kracht voor Mexico (Fuerza por México, FxM), progressieven.
- Progressieve Sociale Netwerken (Redes Sociales Progresistas, RSP).